# X-One
X-One (antiga X360) foi uma revista independente sobre o console Xbox 360, responsável por trazer notícias, detonados, previews e reviews. Em formato bimestral, a revista foi originalmente produzida, no Reino Unido, pela Imagine Publishing e circulou entre janeiro de 2013 e novembro de 2015.
Em outubro de 2013, foi renomeada para X-One.

## Formato e preço
A X360 teve sua primeira edição lançada em agosto de 2006 ao preço de R$ 9,90. A partir da edição 7, comemorativa de um ano da publicação no Brasil, a revista ganhou um aumento de formato (de 205x275mm para 230x297mm, mesmo formato da inglesa) e melhorias na qualidade de seu papel. Na edição 11, mais uma mudança de formato foi feita, mediante pesquisa de mercado, chegando às medidas de 230x280mm, mais amigáveis para leitura. Essas mudanças, desde a edição 7, ocasionaram um aumento de preço para R$ 11,90, que se mantém até as edições atuais.  

## Seções
1. Network: Tudo que há de novidade dentro e fora do mundo X360
  1. Notícias: Novidades do universo X360
  2. Retro: Revisitando o primeiro Xbox
  3. Sem Papo Furado: A verdade nos press releases de jogos
  4. Atrás das Linhas Inimigas: O reino dos outros consoles
  5. Mundo Paralelo: Cinema, música, HQs, DVDs...
  6. Em Breve: lançamentos em um X360 próximo a você
2. Previews: as promessas deste ano, entrevistas com os produtores, telas reveladoras
3. Matérias: detalhes minuciosamente explicados sobre o que tem sido pauta no mundo do console da Microsoft
4. Reviews: Análises dos últimos lançamentos
5. Connected: O melhor da Xbox Live. Notícias, matérias especiais, tudo sobre Xbox Live Arcade e novidades do site da revista X360
6. Estratégias: Os jogos mais comentados ganham guias, extras e trapaças desvendados em forma de detonados. Há também a lista das Conquistas que você adquire no decorrer da jogatina.